# Điện báo
Điện báo là cách thức thông tin không qua lời nói. Thể thức này được sử dụng rộng rãi trong ngành hàng hải và hàng không, phổ biến từ năm 1844.
Đặc tính của điện báo là việc truyền tin qua khoảng cách xa bằng ký hiệu, tức tín hiệu đã được mã hóa. Danh từ này xuất phát từ tiếng Hy Lạp: têle τῆλε (có nghĩa là "xa") và gráphein γράφειν (là "viết"). Lưu lượng truy cập internet hiện đại là một hình thức điện báo, nhưng điện báo thường được dùng để chỉ những hình thức viễn thông trước thế kỷ 21.
Khi nói về "điện báo", ta thường nghĩ ngay đến máy điện tín gõ mã Morse. Đó là điện báo nhưng chỉ là một trong nhiều phương cách, trong đó phải kể:
1. Điện báo thủy lực
2. Điện báo quang
3. Radiotelegraphy tức điện báo vô tuyến.

## Lịch sử
Việc truyền tin qua một khoảng cách xa đã có từ lâu. Ngay từ thời cổ đại, nhân loại đã khám phá ra những cách mới để nhắn tin ngoài tầm nghe. Xưa hơn cả là tín hiệu bằng khói, lửa và đuốc. Cách này được dùng chuyển tin từ trận tiền như hiệu lệnh trong quân ngũ. Sử sách từ thời Hy Lạp cổ đại đã sử dụng phương cách này như Herodotus ghi lại vào năm 480 trước Công nguyên khi binh sĩ phải báo tin gấp về chiến trận. Polybius còn ghi là đèn hiệu cũng được dùng đối chiếu với từng chữ cái một để báo rõ sự việc.
Trước kỷ nguyên điện lực thì Claude Chappe người Pháp phát minh ra hệ thống điện báo quang học từ cuối thế kỷ 16. Kỹ thuật này được sử dụng rộng rãi từ cuối thế kỷ 18 đến đầu thế kỷ 19 dựa trên mã semaphore. Mỗi 20 dặm thì có tháp quan sát để chuyển và nhận tín hiệu.
Kế tiếp mã Morse xuất hiện rồi tới radio vô tuyến. Lúc đó truyền được chính tiếng nói của người gửi. Ngày nay internet đã thông dụng nhưng hệ thống viễn tín (Telex) vẫn được sử dụng trên toàn thế giới.